# Algis Čaplikas

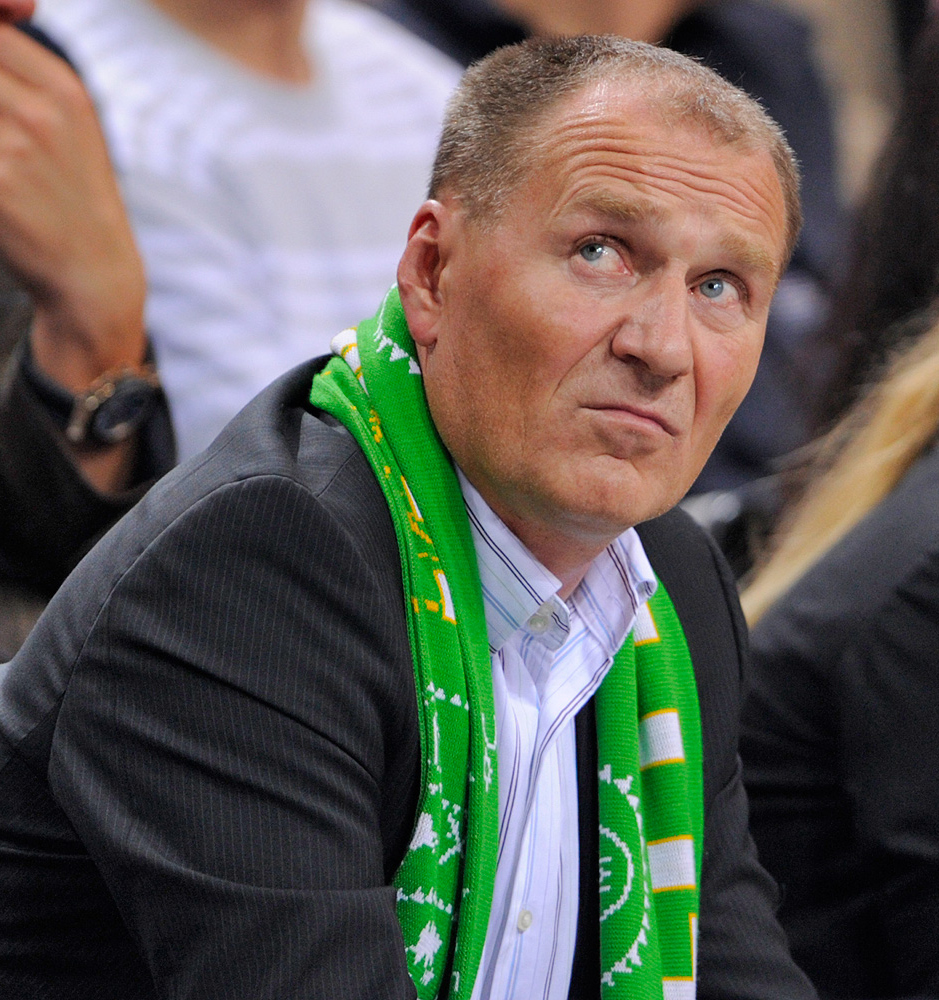
Algis Čaplikas

Algis Čaplikas (* 27. Januar 1962 in Vilnius) ist ein litauischer liberaler Politiker. Er war Parlamentsvizepräsident, Gesundheitsminister und Umweltminister Litauens. Er gehörte der Liberalen Zentrumsunion an.

## Leben
Nach dem Abitur 1980  an der heute Mikalojus Daukša genannten Mittelschule in Vilnius  absolvierte Čaplikas das Diplomstudium Geodäsie und Ingenieurwesen von 1980 bis 1985  an der Technischen Universität Vilnius. 1985–1990 arbeitete er im Vilniusser Baukombinat Nr. 9, von 1990 bis 1995 war er Stadtbezirksvorsteher des Vilniusser Stadtteils Justiniškės.
1993 war Čaplikas eines der Gründungsmitglieder der Zentrumsunion Litauens (Lietuvos centro sąjunga), für die er 1995 in den Stadtrat von Vilnius gewählt wurde. Nach den Parlamentswahlen 1996 zog er für die Liberalen ins Parlament ein. Nach der Fusion der Lietuvos centro sąjunga mit der Liberalen Union und den Modernen Christdemokraten zur Union von Liberalen und Zentrum (Liberalų ir centro sąjunga) wurde Čaplikas 2004 und 2008 erneut in den Seimas gewählt. Er war vom 10. Oktober 2006 bis zum 28. April 2008 stellvertretender Vorsitzender des Seimas und vom 29. April 2008 bis 17. November 2008 erster stellvertretender Vorsitzender des Seimas.
Von Dezember 1996 bis März 1998 war er Bau- und Urbanistikminister und anschließend bis zum Ende der Koalition mit dem Vaterlandsbund im April 1999 Umweltminister. Vom 9. Dezember 2008 bis zum 22. Februar 2010 war er im Kabinett von Andrius Kubilius Gesundheitsminister von Litauen. (Er trat wegen indirekter Forderungen der Parlamentspräsidentin Irena Degutienė zurück, da sein Stellvertreter Artūras Skikas wegen eines Verbrechens festgenommen wurde.) Von 2012 bis 2020 arbeitete er als Berater. 
Von 2015 bis	2019 war er Ratsmitglied der Stadtgemeinde Vilnius . Er war Mitglied der Laisvė ir teisingumas . 
Algis Čaplikas und seine Frau Eglė haben einen Sohn, Karolis, und eine Tochter, Saulė.